# Toma de Mahdía (1550)
La toma de Mahdía (1550) fue una victoriosa acción militar española contra esta ciudad tunecina, convertida en plaza fuerte y base para sus incursiones y piraterías por el corsario Turgut Reis. A pesar de su éxito, los españoles evacuaron Mahdía al cabo de tres años, destruyendo sus fortificaciones.

## Antecedentes
La ciudad había sido ocupada por las tropas españolas en 1539, entregándola a sus aliados hafsidas.
En 1550 el reino hafsida estaba sumido en la anarquía, regido por una constelación de potentados enfrentados entre sí, ninguno de los cuales reconocía la autoridad del bey de Túnez, Hamid, que había depuesto y cegado a su padre Muley-Hacén, vasallo del emperador Carlos V desde la Jornada de Túnez (1535). Sin embargo, el usurpador también reconoció su soberanía, por lo que nada cambió respecto a la relación con España.
En la primavera de 1550, aprovechando tal coyuntura, el almirante otomano Turgut Reis, con el auxilio de los poderes locales, tomó el control del estratégico puerto de Mahdía, poderosamente fortificado. Temiendo que se convirtiera en un temible poco de piratería, Carlos V, con el apoyo del Papado y los caballeros de San Juan, decidió organizar una expedición para liberar la ciudad. Al frente de ella pudo al experimentado almirante genovés Andrea Doria y a Bernardino de Mendoza, avezado Capitán General de las galeras de España. La flota constaba de 52 galeras y 28 naos, que debían transportar un contingente de tropas al mando del mismísimo virrey de Sicilia, Juan de Vega.

## El asedio
La flota española partió para Mahdía el 24 de junio y llegó cuatro días después. La defensa de la ciudad estaba a cargo de un sobrino de Turgut, Hesar, que llevaba dos meses acumulando alimentos sufcientes para un año, en preparación de un eventual asedio. El desembarco tuvo lugar bajo al protección de las galeras y fuera del alcance de los defensores de Mahdía. Los españoles ocuparon primeramente una colina cercana a la ciudad, donde instalaron la artillería, y al día siguiente la ciudad estaba cercada con trincheras excavadas a 600 metros de los muros. Luis Pérez de Vargas, alcaide de La Goleta, que estaba al mando de la artillería española, emprendió el bombardeo y logró abrir brecha en los muros. Ese mismo día se hizo el primer intento de asalto, que fracasó debido a la anchura del foso de la ciudad. Por ello se pidieron refuerzos a Italia, y mientras llegaban el asedio languideció, siendo los españoles hostigados por constantes salidas de la guarnición.
Dragut, que estaba atacando la costa valenciana sin mucho éxito, volvió de inmediato al Norte de África para socorrer la plaza. Logró reunir una fuerza de 3.500 moros, 800 turcos y 60 sipahis, que desembarcó cerca de Mahdía al amparo de la noche, el 25 de julio. Allí preparó una emboscada, oculto en un olivar, para aniquilar a las fuerzas españolas encargadas de recoger agua en las fuentes cercanas.
Las fuerzas de Turgut se abalanzaron de improviso sobre los españoles, que se vieron casi desbordados. El combate fue especialmente duro. Como los mahometanos intentaban apropiarse de los cadáveres de los españoles caídos para mutilarlos y exhibirlos como trofeos, los españoles defendían a los muertos como si estuvieran vivos. Empujados hasta sus posiciones, se vieron cogidos entre dos fuegos, al salir la guarnición de Mahdía en ayuda de Turgut. La situación era desesperada cuando los caballeros de Malta decidieron cargar sobre los recién salidos, logrando repelerlos con ayuda de la artillería española.
Turgut, asombrado por el éxito cristiano, se reembarcó y huyó a Djerba en busca de más apoyos, pero sin éxito. Los españoles pusieron cuatro galeras a patrullar para evitar nuevas sorpresas nocturnas. Sus bajas fueron numerosas, y entre ellas se contó a Luis Pérez de Vargas.
Con la llegada de los refuerzos y la evacuación de los heridos y enfermos, se reanudó el asedio. García Álvarez de Toledo y Osorio tuvo la idea de desarbolar dos galeras y unirlas para formar una batería flotante artillera. La ciudad fue bombardeada por tierra y mar, y abrieron dos brechas, dando inicio a tres ataques simultáneos. La defensa fue enconada, y una vez lograron penetrar en la ciudad se produjo una violenta lucha casa por casa. Al valor de los atacantes se oponía la fanática defensa de los moros, lo que resultó en bajas muy elevadas por ambos bandos, pero al final los españoles se hicieron con la población. Una de las últimas posiciones en caer fue la mezquita mayor, donde los caballeros de Malta entraron a sangre y fuego.

## Resultados
Sancho de Leyva permaneció en Mahdia, al mando de una guarnición española, hasta 1553. Carlos V ofreció la plaza a los caballeros de Malta, pero estos rechazaron la oferta, al resultar demasiado gravoso mantenerla. Por ello, y a pesar de su importancia estratégica, los españoles decidieron demoler sus fortificaciones y evacuarla, tarea realizada por Hernando de Acuña. Poco después los otomanos reocuparon la ciudad, pero ya no levantó cabeza. El sultán Solimán, considerando rota la Tregua de Adrianópolis, reemprendió la guerra total contra los cristianos. En 1551 Turgut Reis, que pasó al servicio directo del Gran Turco, había logrado conquistar Trípoli el 15 de agosto a los caballeros de Malta y además los otomanos tomaron en septiembre de 1555 la ciudad de Bugía. Fracasaron en Orán y Mazalquivir en 1563, permitiendo a los españoles tomar el Peñón de Vélez de la Gomera en 1564, un éxito al que siguió otra sonora derrota otomana en el Gran Sitio de Malta, en 1565.